# Vincent N Roxxy
Vincent N Roxxy è un film del 2016 diretto da Gary Michael Schultz.

## Trama
Vincent è un uomo solitario che vive in una piccola città mentre Roxxy è una punk ribelle. Quando si ritrovano in fuga da alcuni criminali, i due approfondiscono i sentimenti che provano l'uno per l'altra.